# Sofía Cuthbert
Sofía Ester Cuthbert Chiarleoni (Iquique, 28 de noviembre de 1918-Buenos Aires, 30 de septiembre de 1974) fue la esposa del militar chileno Carlos Prats, asesinada junto a él en Argentina por la DINA, en el marco de la Operación Cóndor.

## Vida
Hija del matrimonio de William Cuthbert Lister y de Sofía Chiarleoni Méndez.
Realizó sus estudios en el Iquique English College de donde egresó con el título de Secretaria Ejecutiva Bilingüe.
En Iquique, contrae matrimonio con Carlos Prats el 19 de enero de 1944. De su matrimonio nacieron tres hijas: Sofía Ester, que ha sido embajadora de Chile en Grecia, María Angélica e Hilda Cecilia.

## Fallecimiento
Fue asesinada junto a su esposo por un coche bomba en Buenos Aires, Argentina, el 30 de septiembre de 1974.